# Gustav Rödel
Gustav Rödel (Merseburg, 24 de outubro de 1915 — Bona, 6 de fevereiro de 1995) foi um piloto de caça alemão da Luftwaffe e recebeu a Cruz de Cavaleiro da Cruz de Ferro com Folhas de Carvalho durante a Segunda Guerra Mundial.
Gustav Rödel nasceu em 24 de outubro de 1915 na Saxônia. Em 1933, os nacional-socialistas chegaram ao poder na Alemanha. Rödel teve que escolher uma carreira militar e se candidatou para ingressar na Luftwaffe no final de 1935 e foi aceito no ano seguinte. Após o treinamento básico, ele foi selecionado para treinar como piloto de caça. Em 1938, Rödel completou seu treinamento e foi designado para o Jagdgruppe 88, sob o comando da Legião Condor. O J/88 participou da Guerra Civil Espanhola. Não há registro de Rödel reivindicando qualquer sucesso em combate na Espanha. Em julho de 1939, Rödel foi enviado para a Jagdgeschwader 21 (JG 21).
Em 1 de setembro de 1939, o Reich Alemão atacou a Polônia, começando a Segunda Guerra Mundial na Europa. Operando com o 2. Staffel (2.º esquadrão), ele conquistou sua primeira vitória aérea neste dia. Em novembro de 1939 ele foi transferido para a Jagdgeschwader 27 e entrou em ação na Batalha da Bélgica e na Batalha da França em maio e junho de 1940. Rödel reivindicou três aeronaves abatidas. Em julho de 1940, Rödel foi transferido para o 4./JG 27 e eventualmente nomeado Staffelkapitän (líder do esquadrão) do Staffel com vigência a partir de 1 de setembro de 1940. Rödel foi creditado com 10 aeronaves da Força Aérea Real (RAF) na Batalha da Grã-Bretanha.
Em março de 1941, Rödel foi transferido para a Frente do Mediterrâneo. Rödel serviu com o JG 27 na Batalha da Grécia e recebeu crédito por seis vitórias aéreas. Em junho de 1941, Rödel foi brevemente destacado para a Frente Oriental para apoiar a Operação Barbarossa. Ele conquistou apenas uma vitória na União Soviética. Por seu sucesso, ele foi condecorado com a Cruz de Cavaleiro da Cruz de Ferro em 25 de junho de 1941. Rödel foi enviado para o Norte da África com o JG 27 logo depois e permaneceu lá até novembro de 1942.
Em 22 de abril ele foi nomeado Geschwaderkommodore (comandante de ala) do JG 27. Posteriormente, Rödel entrou em ação sobre a Sicília e o sul da Itália em maio de 1943. Em 20 de junho de 1943, ele foi premiado com as Folhas de Carvalho na Cruz do Cavaleiro por 78 vitórias. Em outubro de 1943, o JG 27 mudou-se para a Alemanha Nazista para operações da Defesa do Reich e em junho de 1944 liderou a ala na Batalha da Normandia. Ele conquistou sua 98.ª e última vitória em 5 de julho de 1944. Em dezembro de 1944, serviu como oficial de estado-maior na 2. Jagd Division até a rendição alemã em maio de 1945.
Rödel foi creditado com 97 vitórias contra os Aliados Ocidentais e uma única vitória sobre as Forças Aéreas Soviéticas em mais de 980 missões de combate. Ele voou no Messerschmitt Bf 109. Em 1957, Rödel juntou-se ao Bundeswehr. Ele se aposentou em 30 de setembro de 1971, ocupando o posto de Brigadegeneral.

## Juventude e início de carreira
Rödel nasceu em 24 de outubro de 1915 em Merseburg, no Reino da Saxônia, um estado federado do Império Alemão. Ele era filho de Wilhelm Rödel, um metalúrgico. Após se formar na escola com seu Abitur (diploma), ele completou seu Reichsarbeitsdienst obrigatório (Serviço de Trabalho do Reich) em Zeitz.  Rödel então estudou meio semestre de teologia antes de ingressar no serviço militar da Luftwaffe como Fahnenjunker (cadete) em 1 de abril de 1936. Ele então frequentou a Luftkriegsschule Klotzsche até 31 de janeiro de 1938.
Em 1 de fevereiro de 1938, Rödel foi promovido a Leutnant (segundo-tenente) e transferido para a Jagdfliegerschule (escola de pilotos de caça) em Werneuchen, na época sob o comando de Oberstleutnant (tenente-coronel) Theodor Osterkamp. De 1 de maio a 30 de junho de 1938, foi designado para o 2. Staffel (2.º esquadrão) da escola e concluiu o segundo curso de treinamento realizado até o momento. Em 1939, ele voou suas primeiras missões de combate com o Jagdgruppe 88 (J/88) da Legião Condor durante a Guerra Civil Espanhola. Lá, ele predominantemente voou missões escolta e apoio aéreo aproximado. Na Espanha, ele também foi encarregado de exumação e identificação de alemães mortos. Ele também aprendeu a falar espanhol e foi contratado como intérprete. Por seu serviço na Espanha, Rödel foi condecorado com a Cruz Espanhola em Bronze com Espadas (Spanienkreuz in Bronze mit Schwertern) em 6 de junho de 1939.

## Segunda Guerra Mundial
Em 1 de setembro de 1939, a Wehrmacht alemã invadiu a Polônia. O 2./JG 21 era baseado em Heiligenbeil, Prússia Oriental. No dia de abertura, Rödel reivindicou um PZL P.24. Embora a reivindicação fosse sobre um PZL P.24 e possa ter sido um PZL P.11 identificado incorretamente, o tipo utilizado pela Brigada de Perseguição com base em Okęcie Warszawa. Após a campanha, o I./JG 21 foi usado para formar o segundo e terceiro Gruppen do JG 27, fundado em 1 de outubro de 1939.
Em 10 de maio de 1940, o JG 27 apoiou a invasão dos Grupo de Exércitos A e B na Bélgica. Rödel fazia parte do I./JG 27, ligado ao VIII. Fliegerkorps. Rödel foi designado como ala de Adolf Galland. Em 12 de maio, o Stab./JG 27 estava patrulhando perto de Huy liderado por Galland. O Stabsschwarm reivindicou quatro Hawker Hurricane da Força Aérea Real (RAF), um deles foi reivindicado por Rödel e os outros três por Galland. Os Hurricanes eram provavelmente do Esquadrão N.º 87 da RAF. O Stab./JG 27 tinha 101 Bf 109s em força no dia 10 de maio e voou 17 missões envolvendo 325 surtidas. A resistência do RAF no primeiro dia custou à Luftwaffe 10 Junkers Ju 87s que estavam sob a proteção do JG 27 e I./Jagdgeschwader 51. A oposição enfraqueceu em 13 de maio e três semanas se passaram antes que Rödel reivindicasse novamente.
Rödel foi promovido a Oberleutnant (primeiro-tenente) em 1 de junho de 1940. O Stab./JG 27 participou da Batalha de Dunquerque em 2 de junho e estava perifericamente envolvido na Operação Paula em 3 de junho. Rödel reivindicou um Supermarine Spitfire em 2 de junho. Em 7 de junho, ele conquistou sua quarta vitória e a última na França sobre um Potez 630 perto de Dunquerque.

### Batalha da Grã-Bretanha
O JG 27 foi transferido para a Holanda, Bélgica e França após a capitulação francesa em 25 de junho de 1940. A Luftwaffe iniciou sua ofensiva aérea contra o Reino Unido em apoio a uma invasão planejada com o codinome Operação Leão Marinho. A ofensiva aérea ficou conhecida como Batalha da Grã-Bretanha. Em julho de 1940, Rödel foi transferido para o 4. Staffel (4.º esquadrão) do JG 27 para a fase Kanalkampf da batalha. Röddel foi nomeado Staffelkapitän (líder do esquadrão) do 4. Staffel em 6 de setembro de 1940. Ele substituiu o Oberleutnant Hermann Hollweg que assumiu o 2. Staffel da Jagdgeschwader 2.
Em 11 de agosto, o JG 27 fez parte de ataques de caça em grande escala sobre a Inglaterra. As asas dos caças alemães foram despachadas bem na frente das formações de bombardeiros neste dia, em uma tentativa de pegar os caças britânicos em desvantagem e antes que eles alcançassem os bombardeiros. Em um raro erro tático, o Comando de Caças da RAF interceptou o que percebeu ser uma formação de bombardeiro que se aproximava no ataque matinal. Rödel chegou sobre a Baía de Weymouth com o JG 27 para cobrir a retirada de Messerschmitt Bf 110s do Zerstörergeschwader 2. Um grande dogfight começou às 10:40 GMT, enquanto a unidade de Rödel lutava contra uma retirada através do Canal da Mancha. Ele reivindicou um Spitfire abatido. Todos os três Gruppen do JG 27 estavam envolvidos e eram conhecidos por terem sofrido três derrotas no total em combate com os Esquadrões de N.º 152, 238 e 145. Em troca, o Esquadrão N.º 238 perdeu cinco Hawker Hurricanes e quatro pilotos mortos em ação contra Bf 109s. O Esquadrão N.º 145 perdeu três Hurricanes e um piloto e o Esquadrão N.º 152 não sofreu perda. Em 30 de agosto, Rödel reivindicou outro Spitfire. Às 11:45, o JG 27 se envolveu em uma batalha com Spitfires do Esquadrão N.º 616 e Hurricanes do Esquadrão N.º 253. O JG 27 perdeu cinco Bf 109s e quatro pilotos desaparecidos em ação. O Esquadrão N.º 253 perdeu três Hurricanes e dois pilotos mortos e o Esquadrão N.º 616 perdeu dois Spitfires—o oficial J. S. Bell foi morto e o Sargento J. Hopewell sobreviveu a um pouso forçado. As perdas foram relatadas em Redhill, a área registrada na reivindicação de Rödel.
Em 1 de setembro, Rödel reivindicou dois Spitfires sobrer Ashford e Folkestone. O Comando de Caças perdeu 15 caças destruídos e quatro danificados em combate, com cinco mortos e sete feridos. Pela segunda e última vez na campanha, a Luftwaffe sofreu a perda de menos aeronaves: cinco caças destruídos e dois danificados; dois bombardeiros destruídos e seis danificados. Apenas os esquadrões de Hurricane relataram perdas na batalha da tarde no momento da reivindicação de Rödel: os Esquadrões de N.º 1 (dois destruídos e um danificado), 79 (três destruídos), 72 (três destruídos), 85 (cinco destruídos e um danificado) e 253 (um destruído). Rödel foi nomeado Staffelkapitän (líder do esquadrão) do 4./JG 27 nesta data.
Em 3 de setembro, Rödel reivindicou um Hurricane e um Spitfire sobre Southend. O JG 27 esteve envolvido em combate com Spitfires do Esquadrão N.º 603 da RAF e perdeu um piloto ferido. As únicas perdas britânicas sofridas foram por esquadrões de Hurricane. O Esquadrão N.º 46 da RAF perdeu três Hurricanes sobre Southend na época das reivindicações de Rödel—o Sargento G. H. Edgworthy, o piloto oficial H. Morgan-Gray e o Sargento E. Bloor foram abatidos por Bf 109s. Edgworthy foi morto. 13 Hurricanes foram perdidos e cinco danificados na batalha aérea. Seis foram registrados como perdidos para Bf 110s, quatro foram perdidos ou danificados em acidentes e outro por fogo amigo. Rödel foi creditado com outro Spitfire em 6 de setembro. O JG 27 perdeu cinco Bf 109s e um danificado. Quatro estavam desaparecidos e dois feridos. O Gruppenkommandeur Schlichting do III./JG 27 estava entre os desaparecidos. O Esquadrão N.º 43 e N.º 303 são conhecidos por terem sido seus oponentes. O Esquadrão N.º 303 perdeu dois Hurricanes e outros dois foram danificados por Bf 109s. Dois pilotos ficaram gravemente feridos, incluindo o líder do esquadrão Zdzisław Krasnodębski. O Esquadrão N.º 43 não sofreu perdas. Em 11 de setembro, Rödel conquistou outra vitória sobre Tunbridge Wells.
Em 27 de setembro, Rödel reivindicou dois Hurricanes. Um foi reivindicado às 12:05 GMT. Nesta batalha, o JG 27 perdeu três Bf 109s para os Spitfires do Esquadrão N.º 19 e Esquadrão N.º 222. O Esquadrão N.º 222 perdeu um Spitfire e teve um piloto gravemente ferido e o Esquadrão N.º 19 perdeu dois Spitfires e teve um piloto ferido e um piloto morto. Na grande batalha aérea, os Esquadrões de N.º 41 (três destruídos, um ferido), 46 (um danificado), 152 (cinco danificados), 242 (um destruído e desaparecido), 501 (dois destruídos, um morto e um ferido), 504 (um destruído), 602 (um destruído), 603 (um destruído e um morto) e 616 (um destruído e um morto por ferimentos) perderam aeronaves entre 12:05 e 12:30. Pelo menos nove Geschwader alemães estiveram envolvidos na batalha. A Luftwaffe perdeu 51 aeronaves e 15 danificadas para 28 destruídas e 13 danificadas do Comando de Caça. Rödel provavelmente derrubou o líder do esquadrão C. Haw, comandante do Esquadrão N.º 504 da RAF. O Hurricane P3415 fez um pouso forçado e ficou ileso.

## Condecorações
- Cruz Espanhola em Bronze com Espadas (6 de junho de 1939)[1]
- Cruz de Ferro (1939)
  - 2ª classe (17 de setembro de 1939)[30]
  - 1ª classe (19 de junho de 1940)[30]
- Troféu de Honra da Luftwaffe (14 de dezembro de 1940)[31]
- Cruz Germânica em Ouro (16 de julho de 1942) como Oberleutnant no II./JG 27[32]
- Cruz de Cavaleiro da Cruz de Ferro (22 de junho de 1941) como Oberleutnant e Staffelkapitän do 4. /JG 27[33][Notas 1]
  - 255ª Folhas de Carvalho (20 de junho de 1943) como Major e Geschwaderkommodore do JG 27[34][35]